# Glasowbachniederung
Glasowbachniederung este o arie protejată (arie specială de conservare — SAC, sit de importanță comunitară — SCI) din Germania întinsă pe o suprafață de 98,86 ha, integral pe uscat.

## Localizare
Centrul sitului Glasowbachniederung este situat la coordonatele 52°20′28″N 13°25′46″E / 52.3411°N 13.4294°E.

## Înființare
Situl Glasowbachniederung a fost declarat sit de importanță comunitară în septembrie 2000 pentru a proteja 5 specii de animale. Situl a fost protejat și ca arie specială de conservare în septembrie 2009.

## Biodiversitate
Situată în ecoregiunea continentală, aria protejată conține 5 habitate naturale: Cursuri de apă de la nivel de câmpie la nivel montan, cu vegetație Ranunculion fluitantis și Callitricho-Batrachion, Pajiști cu Molinia pe soluri calcaroase, turboase sau argilos-nămoloase (Molinion caeruleae), Liziere de ierburi înalte hidrofile de câmpie și de nivel montan până la alpin, Păduri acidofile de stejar bătrân cu Quercus robur pe câmpii nisipoase, Păduri aluvionare cu Alnus glutinosa și Fraxinus excelsior (Alno-Padion, Alnion incanae, Salicion albae).
La baza desemnării sitului se află mai multe specii protejate:
- păsări (4): cuc (Cuculus canorus), Gallinula chloropus chloropus, grelușel-de-zăvoi (Locustella luscinioides), grangur (Oriolus oriolus)
- mamifere (1): vidră de râu (Lutra lutra)

Pe lângă speciile protejate, pe teritoriul sitului au mai fost identificate 8 specii de plante, 2 specii de reptile.